# Улица Автостроителей (Тольятти)
Улица Автостроителей — улица в Автозаводском районе города Тольятти, протяжённостью 3 километра.

## Описание
Улица названа в честь автостроителей АвтоВАЗа, проходит между 12, 14, 15, 16, 18, 19 городских кварталов Автозаводского района. Улица начинается от кольцевой развязки улицы 40 лет Победы и улицы Свердлова до Южного шоссе, общей протяжённостью 3 километра.
В 2020 году силами ООО «Автодоринжиниринг» обновлено дорожное покрытие автомобильной дороги и тротуара общего пользования улицы.
Остановки общественного транспорта: «улица 40 лет Победы», «Заводская», «12-й квартал», «Молодёжная», «Школа 82», «Гостиница Лада», «18-й квартал», «Торговый центр Кольцо».
По улице проходят маршруты маршрутных такси: 106, 108, 117, 127, 131, 214, 301, 303, 306, 331; автобусов № 35, № 36, № 252 (дачный) и № 73; троллейбусов № 13 и № 14.

## Нечётная сторона
Автостроителей дом № 55 отдел полиции ОП-22. Автостроителей дом № 5 расположен отдел МФЦ. Автостроителей дом № 1а филиал банка «Солидарность». 
Автостроителей дом № 63 бывшее здание «бизнес-инкубатора» — ныне спортивный-клуб «Альтер-Эго» и продовольственный магазин.
Автостроителей дом № 61 в советские годы находился магазин «Престиж» в котором сейчас расположился филиал налоговой инспекции ИФНС № 2, в другой его части до 2015 года располагалось отделение АВТОВАЗБАНКа (ныне столовая).
Автостроителей дом № 57 бывшее здание ЖЭК-14. В 2005 году в результате реформ жилищного кодекса с переводом на обслуживание жилогофонда на баланс управляющих компаний и ликвидацией ЖЭКов — здание сдается в аренду под офисы. 
Автостроителей дом № 53а бывшее здание штаб-квартиры финансовой пирамиды ПКФ «ТАИС» начала 90-х. В настоящее время офисное здание.
Автостроителей дом № 11а был построен ОЖСК «Вазовец», рядом в доме № 11б расположен гостиничный комплекс «Шоколад».  Многоквартирный жилой дом № 41 и прилегающие к нему ГСК были построены ООО «Полестройкомплекс».
Автостроителей 9а филиал городской поликлиники № 3 (здание бывшего детского сада).

### Детские сады
Автостроителей № 19 и № 51 муниципальный детский сад 210 «Ладушки» который объединяет в себе четыре сада. Автостроителей № 29 детский сад 204 «Колокольчик» АНО «Планета детства Лада». Автостроителей

## Чётная сторона
Автостроителей дом № 96а Торговый дом «Водолей» построен строительной компанией которая является застройщиком кирпичных вставок домов 102а, 102б, 88а, 88б, 72а, 72б, 59а, 59б, 53б.  
Автостроителей дом № 80 бывший советский магазин «Новинка» — в котором размещены продовольственные ритейлеры и дежурная аптека № 245. За ним в многоквартирном доме № 82 в первом подъезде нулевки в 1990 году находилась первая студия кабельного телевидения «Телевизионный центр ВАЗа», охват сетей которых включал 12 и 14 городских кварталов. 
Автостроителей дом № 68а Торговый дом «Николаевский» построен на фундаменте ГСК-49 «Автомобилист» компанией ООО ПКФ «Контакт-Сервис».
Автостроителей 68 бывшая серия общежитий «Современник» расположенных в 12 квартале по ул. Дзержинского, ныне многоквартирный дом. 
Автостроителей дом 66 бывший детский ресторан «Мишка» — ныне отель «Поручикъ Голицынъ».
Автостроителей дом № 56а торговый дом «Лаверна», второй этаж занимает бывшая муниципальная управляющая компания «УК № 1 ЖКХ» которая в результате реформ мэра А.Н.Пушкова перешла в частную собственность.
Автостроителей 50а торговый дом «Сириус»
Автостроителей дом № 46а Территориальное управление Федерального казначейства по Самарской области в г. Тольятти.
Автостроителей дом № 40а торговый дом «Янтарь»
Автостроителей дом № 26 МБУ детская школа искусств — В 90-х в школе располагалась телевизионная студия кабельного телевидения «МТК» «Молодёжный Телевизионный Канал» офис которой располагался рядом в подвале жилого дома № 32 осуществляя вещание на 15 и 16 квартал МЖК. Кабельное телевидение МТК брата мэра города С.Ф.Жилкина одна из немногих того времени производила выпуск собственных программ.
Автостроителей дом № 2 торговый дом «Кольцо».

### Школы и Сады
Автостроителей 92 МБУ Школа № 72. Автостроителей 84 МБУ Школа № 66. Автостроителей 76 детский сад № 182 «Золотой ключик» АНО Планета детства Лада.